# David Petraeus
David Howell Petraeus (Cornwall-on-Hudson (New York), 7 november 1952) is een Amerikaans oud-generaal van de United States Army. Hij was de directeur van de Central Intelligence Agency (CIA) van 2011 tot 2012.

## Biografie

### Ouders
Petraeus' vader Sixtus Petraeus was een koopvaardijkapitein uit Franeker, die  tijdens de beginfase van de Tweede Wereldoorlog naar de Verenigde Staten emigreerde. Hij vestigde zich in Cornwall-on-Hudson, waar hij in 1941 met de Amerikaanse Miriam Howell trouwde. David haalde er in 1970 zijn middelbareschooldiploma aan de Cornwall Central High School.

### Militaire carrière

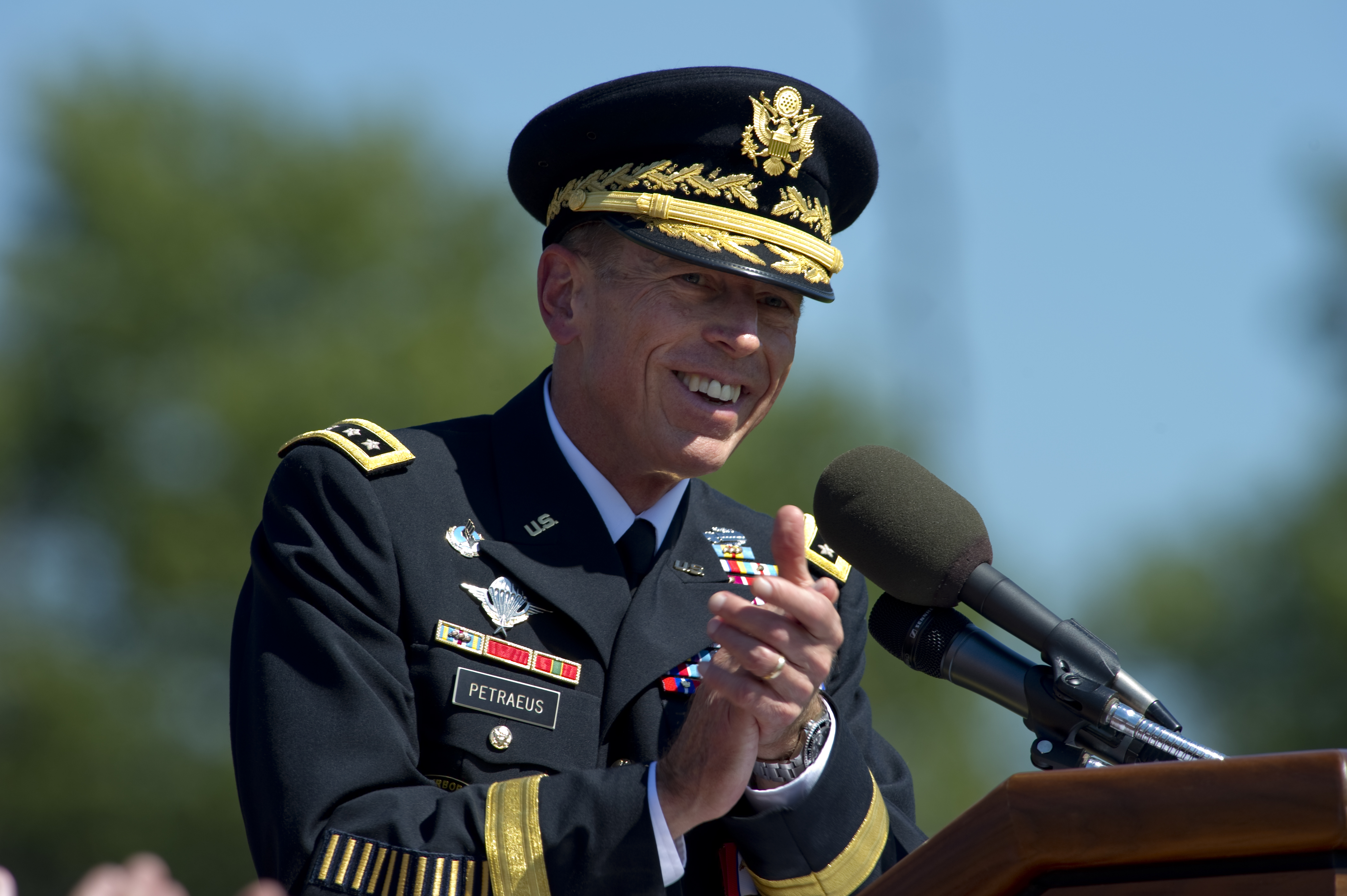
Petraeus in 2011

Na de highschool ging Petraeus naar de Militaire Academie West Point. In zijn West Point-tijd was hij zeer fanatiek in football en ski-sporten. Hij was ook kapitein-cadet van de Brigade Staf op West Point. In 1974 studeerde Petraeus af.
Na West Point haalde hij als jong officier zijn doctoraalexamen in de internationale betrekkingen aan Princeton. Daarna studeerde hij aan het Command and General Staff College (1983). Van 1985 tot 1987 gaf hij les op West Point waarna hij werkte als adjudant van generaal John Galvin, de NAVO-opperbevelhebber, en van generaal Carl Vuono, de stafchef van het Amerikaanse leger.
In de jaren negentig werd hij als luitenant-kolonel geplaatst bij het kantoor van de Chef-Staf in Fort Campbell (Kentucky), waar hij het commando kreeg over  het 3de Bataljon van het 187ste Infanterieregiment van de 101st Airborne Division. In 1991 werd hij als bataljonscommandant in zijn borst geschoten tijdens een schietoefening, toen een soldaat struikelde en de trekker overhaalde.
Na dat ongeluk ging Petraeus weer aan het werk, dit keer als assistent Chef-Staf plannen, operaties en training. In 1995 nam hij als hoofd militaire operaties deel aan de United Nations Mission in Haïti (UNMIH). Na zijn terugkeer uit Haïti vervulde Petraeus diverse functies bij de 82nd Airborne Division, het Pentagon en bij de generale staf van de Amerikaanse strijdkrachten.
In 2000 kreeg Petraeus, die inmiddels tot brigadegeneraal was bevorderd, zijn tweede grote ongeluk. Tijdens een parachutesprong ging zijn parachute te laat open, zodat hij hard landde waarbij hij zijn bekken brak. Na zijn herstel werd hij als generaal-majoor uitgezonden naar Bosnië als Chef-Staf operaties bij SFOR (2001-2002). Van 2002-2004 was Petraeus commandant van de 101st Airborne Division en nam als zodanig deel aan de inval in Irak. Bevorderd tot luitenant-generaal werd Petraeus van oktober 2004 tot medio 2005 commandant van de NAVO-trainingsmissie in Irak en daarna, in diezelfde rang, commandant van het US Army Combined Arms Center in Fort Leavenworth, Kansas.
Van 2005 tot 2007 was hij commandant van het United States Army Command and General Staff College en schreef hij met James N. Mattis het legerhandboek Counterinsurgency.
In januari 2007 werd Petraeus bevorderd tot generaal en hij was tot september 2008 opperbevelhebber van de Amerikaanse troepen in Irak. Eind mei 2008 werd Petraeus genomineerd voor de functie van opperbevelhebber van het US Central Command (CENTCOM); in juli werd de nominatie goedgekeurd door de Senaat. Op 31 oktober 2008 begon Petraeus in zijn nieuwe functie.
Nadat Stanley McChrystal in juni 2010 als bevelhebber van de International Security Assistance Force in Afghanistan was ontslagen, werd Petraeus in juli 2010 aangesteld als opvolger.

### CIA
Op 28 april 2011 werd hij door president Barack Obama genomineerd voor het directeurschap van de Central Intelligence Agency als opvolger van Leon Panetta, die minister van Defensie werd.
In augustus 2011 werd bekend dat Petraeus afscheid zou nemen van het leger; hij begon op 6 september 2011 als directeur van de CIA.

### Schandaal

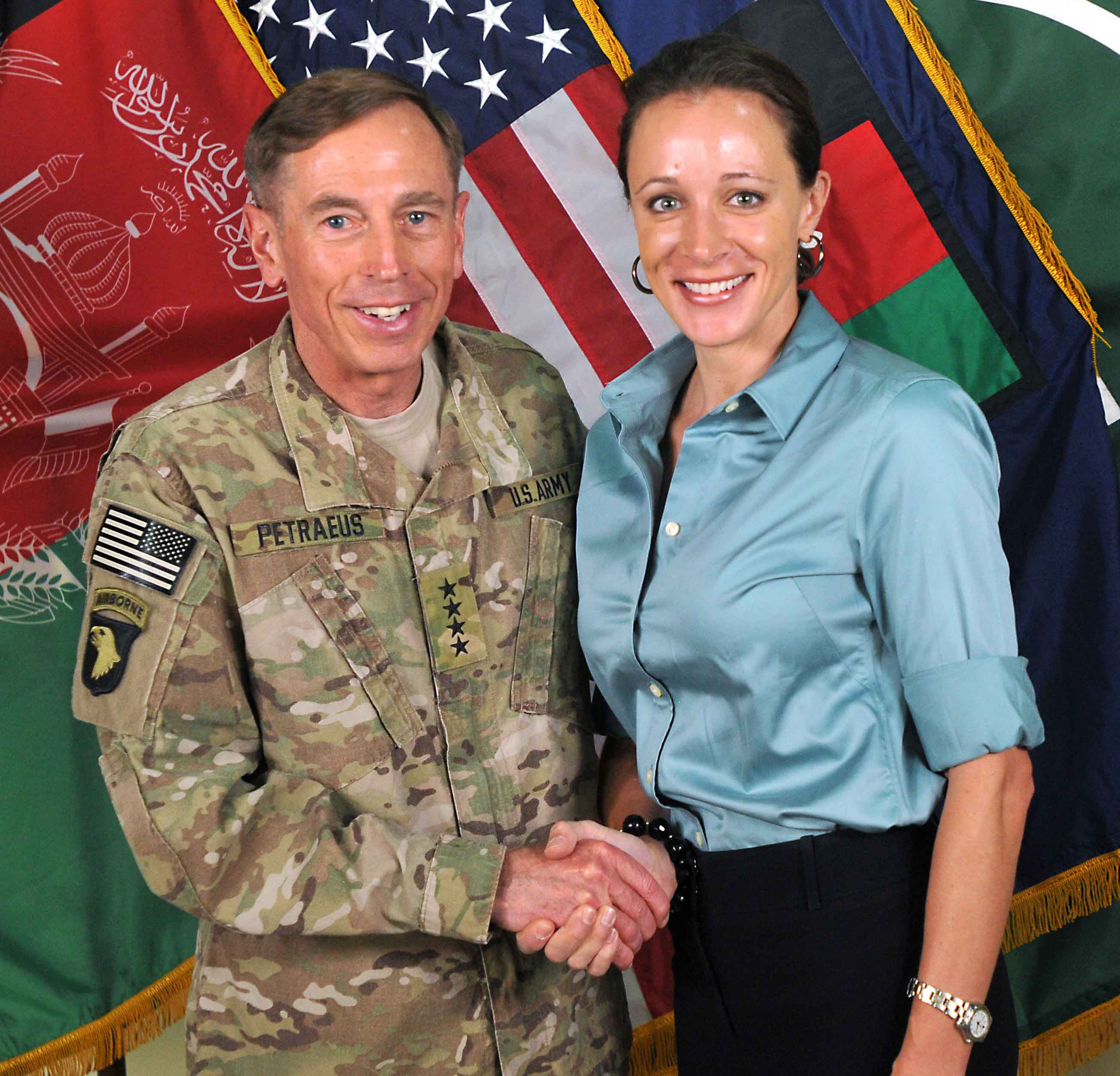
Petraeus met Paula Broadwell in juli 2011

Op 9 november 2012 legde hij zijn functie neer. Hij gaf daarvoor als verklaring dat hij een buitenechtelijke relatie zou hebben gehad. Het zou gaan om Paula Broadwell, de schrijfster van zijn biografie All In: The Education of General David Petraeus. In het verlengde van deze affaire werd Petraeus wegens het doorspelen van vertrouwelijke informatie in april 2015 veroordeeld tot een voorwaardelijke gevangenisstraf van 2 jaar en een boete van $100.000,–.

## Veldslagen en decoraties
Petraeus nam deel aan de Bosnische Oorlog, de Golfoorlog, de Oorlog in Afghanistan en de Irakoorlog. Hij bezit het Distinguished Service Cross, het teken van het Legioen van Verdienste en de Bronzen Ster.
Op 16 maart 2012 heeft Petraeus van minister van Defensie Hans Hillen de onderscheiding van Ridder Grootkruis in de Orde van Oranje-Nassau met de zwaarden uitgereikt gekregen. Het Koninklijk Besluit bij de uitreiking van de onderscheiding werd zowel in het Engels als in het Fries voorgelezen.

## Militaire loopbaan
- Second Lieutenant, United States Army: 5 juni 1974
- First Lieutenant, United States Army: 8 augustus 1978
- Captain, United States Army: 8 augustus 1978
- Major, United States Army: 1 augustus 1985
- Lieutenant Colonel, United States Army: 1 april 1991
- Colonel, United States Army: 1 september 1995
- Brigadier General, United States Army: 1 januari 2000
- Major General, United States Army: 1 januari 2003
- Lieutenant General, United States Army: 18 mei 2004
- General, United States Army: januari 2007

## Decoraties
- Defense Distinguished Service Medal met drie Oak Leaf Clusters
- Distinguished Service Medal (Army) met twee Oak Leaf Clusters
- Defense Superior Service Medal met Oak Leaf Cluster
- Legion of Merit met drie Oak Leaf Clusters
- Bronze Star Medal met Valor device
- Defense Meritorious Service Medal
- Meritorious Service Medal met twee Oak Leaf Clusters
- Joint Service Commendation Medal
- Army Commendation Medal met twee Oak Leaf Clusters
- Joint Service Achievement Medal
- Army Achievement Medal
- Joint Meritorious Unit Award met drie Oak Leaf Clusters
- Meritorious Unit Commendation
- Army Superior Unit Award
- State Department Secretary's Distinguished Service Award
- State Department Distinguished Honor Award
- State Department Superior Honor Award
- National Defense Service Medal met twee Service Sterren
- Armed Forces Expeditionary Medal met twee Service Sterren
- Afghanistan Campaign Medal met drie Service Sterren
- Iraq Campaign Medal met vier Service Sterren
- Global War on Terrorism Expeditionary Medal
- Global War on Terrorism Service Medal
- Armed Forces Service Medal
- Humanitarian Service Medal
- Army Service Ribbon
- Army Overseas Service Ribbon met awardcijfer 8
- Medaille voor Vredesmissies van de Verenigde Naties[8]
- NAVO-medaille Irak en Afghanistan met bronzen Service Ster
- NAVO-medaille voor Joegoslavië, NTM-I, Afghanistan met twee bronzen Service Sterren
- Officier in de Orde van Australië, Militaire Divisie
- Meritorious Service Cross, Militaire Divisie[9]
- Kruis van Verdienste van de Minister van Defensie van de republiek Tsjechië, 1e graad
- Commandeur in het Legioen van Eer
- Officier in het Legioen van Eer
- Franse Militaire Campagne Medaille
- Grote kruis van verdienste van de Orde van Verdienste van de Bondsrepubliek Duitsland
- Gouden Prijs van de Iraki Orde van de Date Palm
- Gouden Kruis van Verdienste van de Carabinieri (Italië)[10]
- Orde van National Security Merit, Tong-il Security Medal (Korea)
- Ridder Grootkruis in de Orde van Oranje-Nassau met Zwaarden
- Commandeurskruis in de Orde van Verdienste van de Republiek Polen
- Poolse Leger Medaille in goud
- Poolse Iraakse Ster
- Roemeense Chef van Defensie Ere embleem[11]
- Militaire Verdienste Order, 1e klasse (Verenigde Arabische Emiraten)
- Vakhtang Gorgasali Order, 1e rang (Regering van Georgië)
- Expert Gevechtsbadge Infanterist
- Combat Action Badge
- Master Parachutist Badge (Verenigde Staten)
- Air Assault Badge
- Army Staff Identification Badge
- Office of the Joint Chiefs of Staff Identification Badge
- Ranger tab
- 101st Airborne Division Shoulder Sleeve Insignia, gedragen als een Combat Service Identification Badge
- 101st Airborne Division Distinctive Unit Insignia
- 11 Overseas Service Bars
- Britse Leger Parachutisten Badge
- Basic French Parachutist Badge
- Duitse Parachutisten Badge in brons
- Duitse Strijdkrachten Badge voor Militaire Bekwaamheid in brons

Afbeeldingen
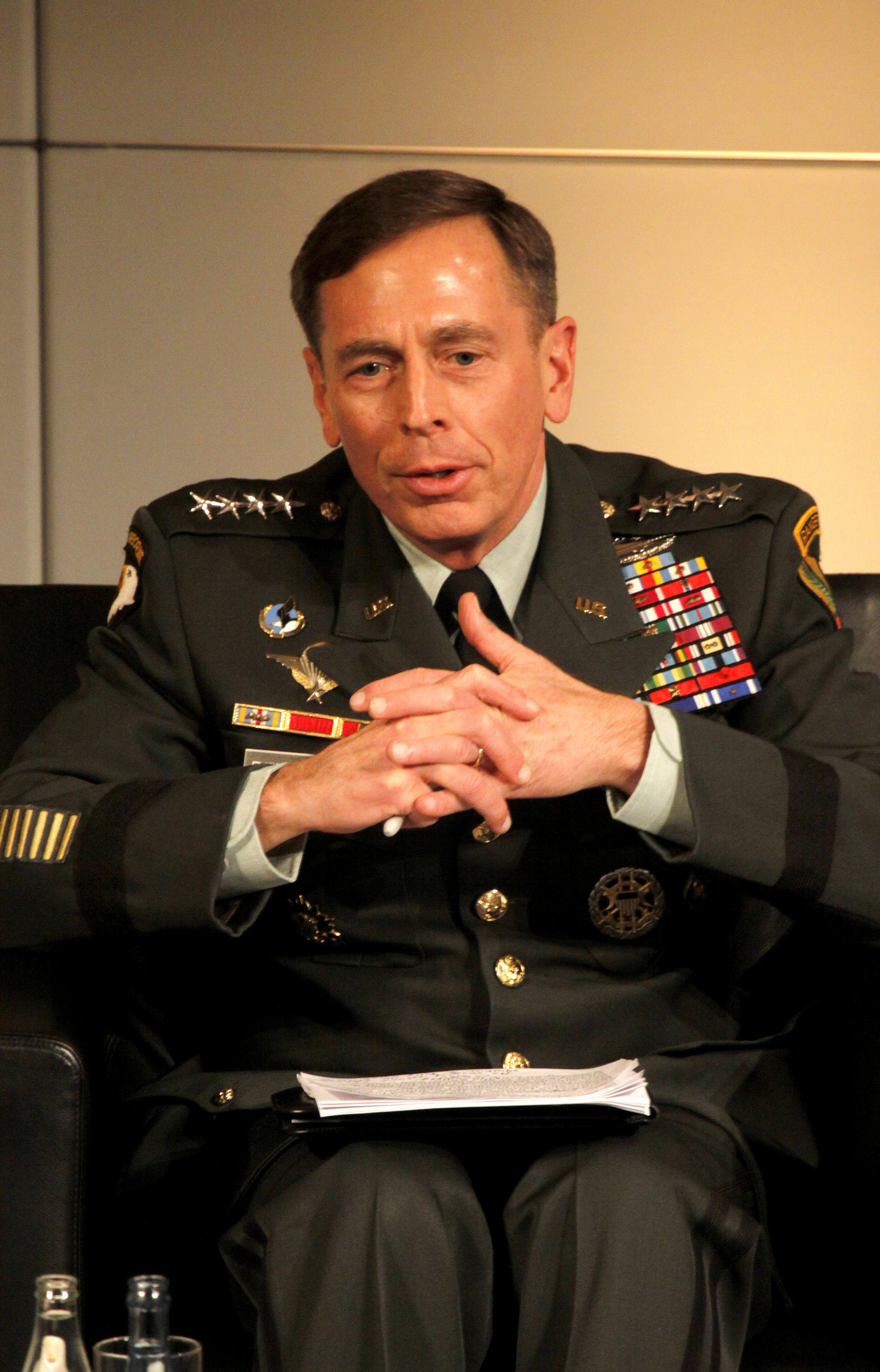
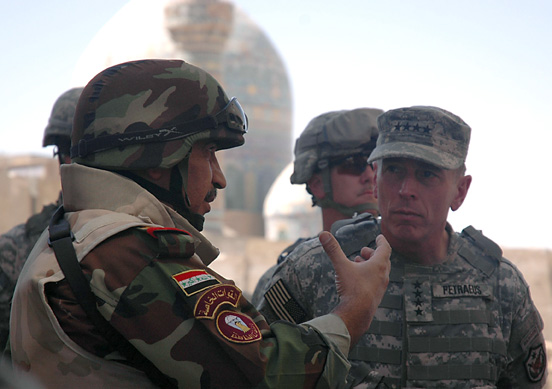
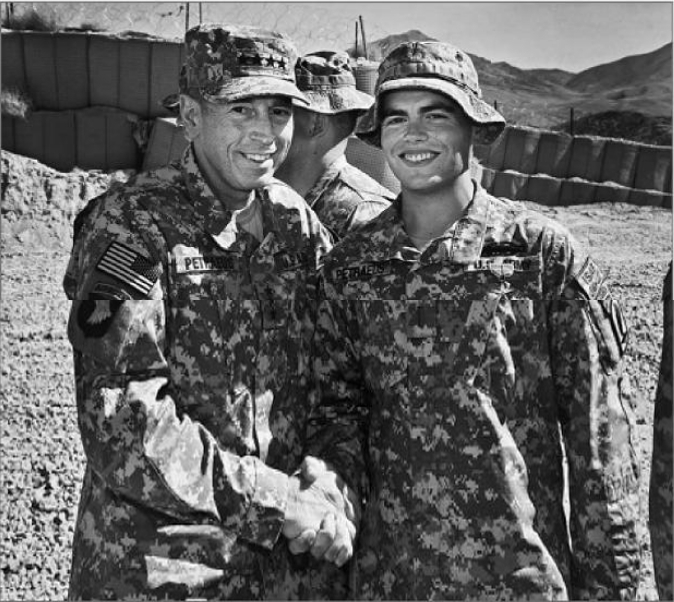
Petraeus en zijn zoon in Afghanistan
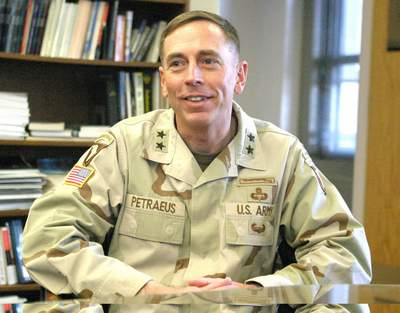
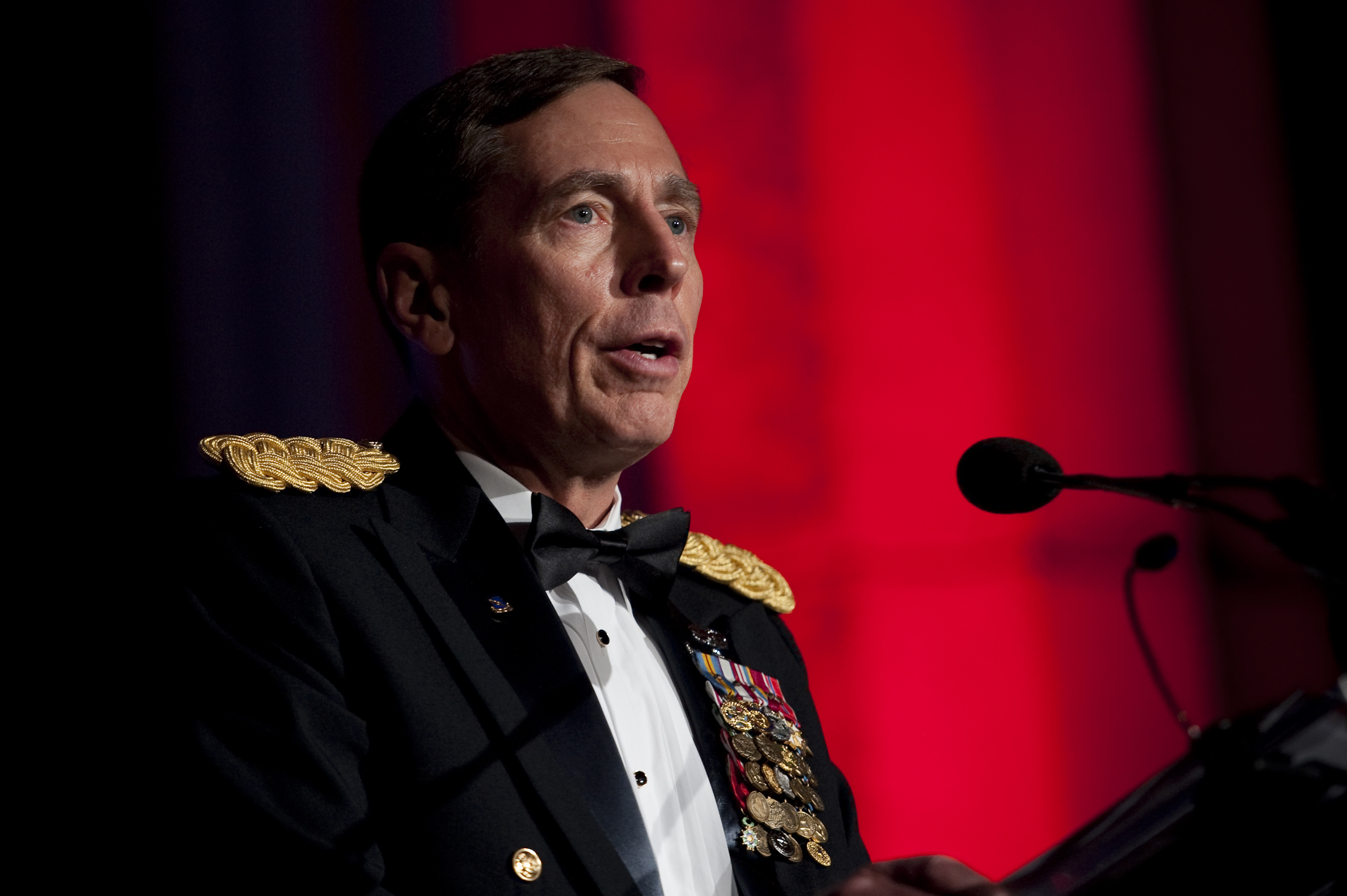
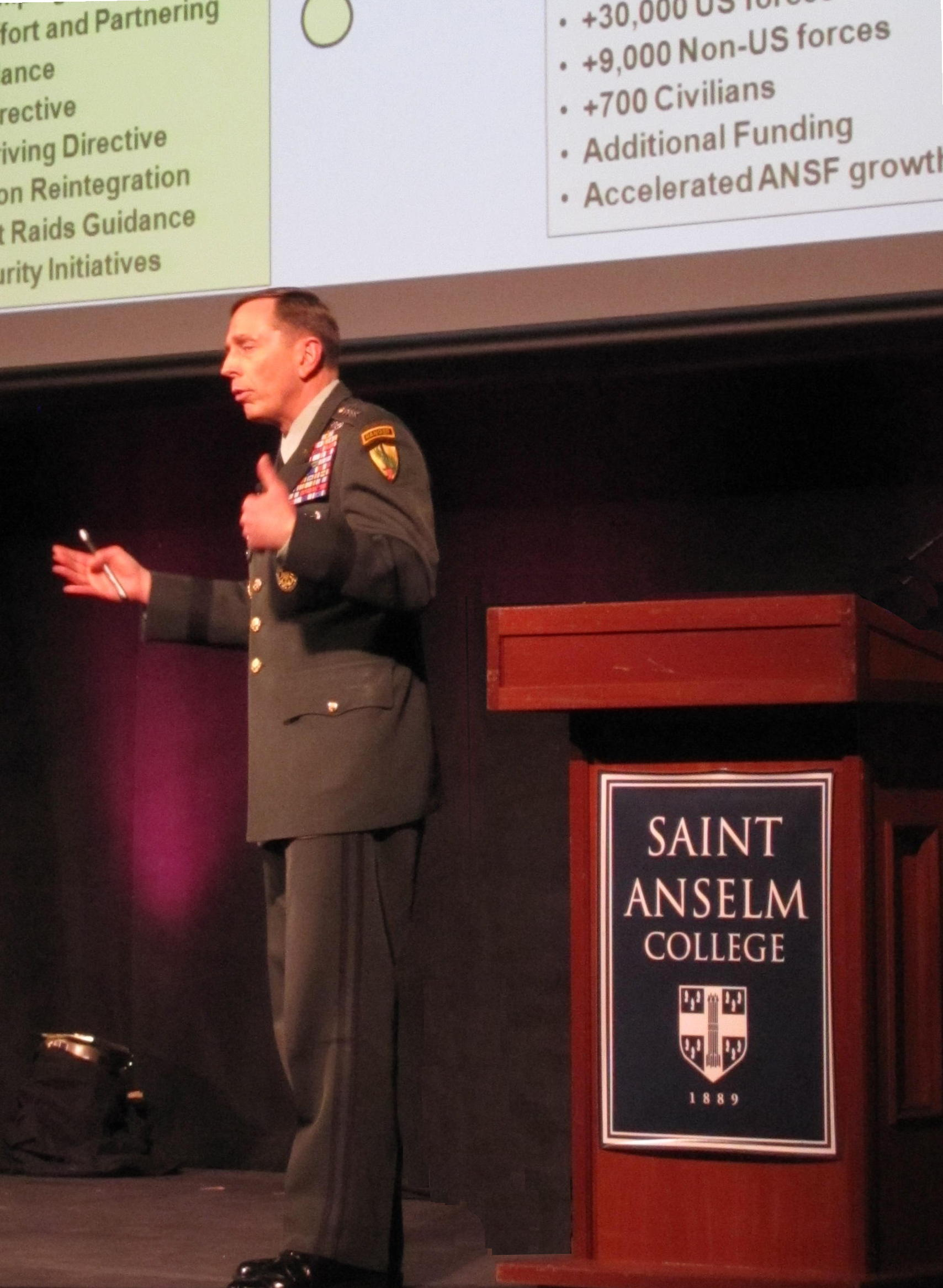